# Afiesl
Afiesl è un comune austriaco di 396 abitanti nel distretto di Rohrbach, in Alta Austria.